# Родригеш, Бруну (футболист, 2001)
Бру́ну Миге́ль Ферре́йра Родри́геш (англ. Bruno Miguel Ferreira Rodrigues; родился 8 июня 2001 года, Баррейру, Португалия) — португальский футболист, защитник клуба «Шавеш».

## Клубная карьера
Родился в городе Баррейру, округ Сетубал. В 16 лет присоединился к молодёжной команде «Браги». 28 декабря 2020 года, выйдя на замену на последней минуте в гостевом матче Примейра-лиги против «Боавишты» (1:4), дебютировал за «Брагу». Через пару дней подписал контракт с командой до 2025 года. 17 октября 2021 года в матче Кубка Португалии против «Моитенса» (0:5) забил дебютный гол за «Брагу». 4 ноября 2021 года дебютировал в Лиге Европы, выйдя на замену в матче группового этапа против «Лудогорца» (4:2). 23 мая 2021 года стал обладателем Кубка Португалии. 8 сентября 2022 года в матче группового этапа Лиги Европы против шведского «Мальмё» (0:2) забил дебютный гол в еврокубках.
28 января 2023 года перешёл на правах аренды в «Фатих Карагюмрюк» до конца сезона 2022/23. 4 февраля 2023 года дебютировал за турецкий клуб, выйдя на замену в концовке матча Суперлиги против «Анкарагюджю» (0:2). Всего защитник провёл 5 матчей за «Фатих Карагюмрюк», летом по завершении арендного соглашения вернулся в португальский клуб.
30 июня 2023 года Бруну Родригеш перешёл в португальский «Шавеш», подписав контракт до конца сезона 2025/26. 22 июля 2023 года в матче Кубка Португальской лиги против «АВС» (1:1 в основное время, 5:3 в серии пенальти) он дебютировал за новый клуб. 13 августа защитник дебютировал за «Шавеш» в Примейре, выйдя в стартовом составе в матче против «Риу Аве» (2:0). По итогам сезона 2023/24 «Шавеш» с Родригешем занял последнее место в чемпионате и опустился в Сегунду-лигу.
14 сентября 2024 года в матче Сегунды против клуба «Фелгейраш 1932» (1:2) защитник отметился первым результативным действием за «флавиенцов», отдав голевую передачу на Вашку Фернандеша. 21 декабря 2024 года в матче Сегунды против «Тонделы» (2:2) Родригеш забил дебютный гол за «Шавеш».

## Карьера в сборной
Выступал за юношеские сборные Португалии. В марте 2022 года был вызван в молодёжную сборную Португалии, но за неё так и не дебютировал.

## Клубная статистика
| Выступление        | Выступление      | Выступление      | Лига | Лига | Кубки | Кубки | Еврокубки | Еврокубки | Итого | Итого |
| Клуб               | Лига             | Сезон            | Игры | Голы | Игры  | Голы  | Игры      | Голы      | Игры  | Голы  |
| ------------------ | ---------------- | ---------------- | ---- | ---- | ----- | ----- | --------- | --------- | ----- | ----- |
| Брага              | Примейра-лига    | 2020/21          | 10   | 0    | 1     | 0     | 0         | 0         | 11    | 0     |
| Брага              | Примейра-лига    | 2021/22          | 11   | 0    | 3     | 1     | 4         | 0         | 18    | 1     |
| Брага              | Примейра-лига    | 2022/23          | 1    | 0    | 5     | 0     | 1         | 1         | 7     | 1     |
| Брага              | Итого            | Итого            | 22   | 0    | 9     | 1     | 5         | 1         | 36    | 2     |
| → Фатих Карагюмрюк | Суперлига        | 2022/23          | 5    | 0    | —     | —     | —         | —         | 5     | 0     |
| → Фатих Карагюмрюк | Итого            | Итого            | 5    | 0    | —     | —     | —         | —         | 5     | 0     |
| Шавеш              | Примейра-лига    | 2023/24          | 17   | 0    | 2     | 0     | —         | —         | 19    | 0     |
| Шавеш              | Сегунда-лига     | 2024/25          | 33   | 1    | 3     | 0     | —         | —         | 36    | 1     |
| Шавеш              | Сегунда-лига     | 2025/26          | 1    | 0    | 0     | 0     | —         | —         | 1     | 0     |
| Шавеш              | Итого            | Итого            | 51   | 1    | 5     | 0     | 0         | 0         | 56    | 1     |
| Всего за карьеру   | Всего за карьеру | Всего за карьеру | 69   | 1    | 14    | 1     | 5         | 1         | 88    | 3     |

1. ↑   В графу «Кубки» входят игры и голы в национальных кубках, кубках лиги.
2. ↑  В графу «Еврокубки» входят игры и голы в Лиге Европы УЕФА.

## Достижения
«Брага»
- Обладатель Кубка Португалии: 2020/21[англ.]